# Batocera hercules
Batocera hercules är en skalbaggsart som beskrevs av Jean Baptiste Boisduval 1835. Batocera hercules ingår i släktet Batocera och familjen långhorningar.
Artens utbredningsområde är:
- Filippinerna.
- Sulawesi.

Inga underarter finns listade.